# Ruda (gmina Gidle)
Ruda – wieś w Polsce, położona w województwie łódzkim, w powiecie radomszczańskim, w gminie Gidle.
W latach 1975–1998 miejscowość należała administracyjnie do województwa częstochowskiego.
Na południe od wsi znajduje się cmentarz ofiar epidemii cholery z 1852 r. W 2015 r. na cmentarzu ustawiono pomnik upamiętniający pochowane tam osoby oraz odnowiono kapliczkę z 1852 r.

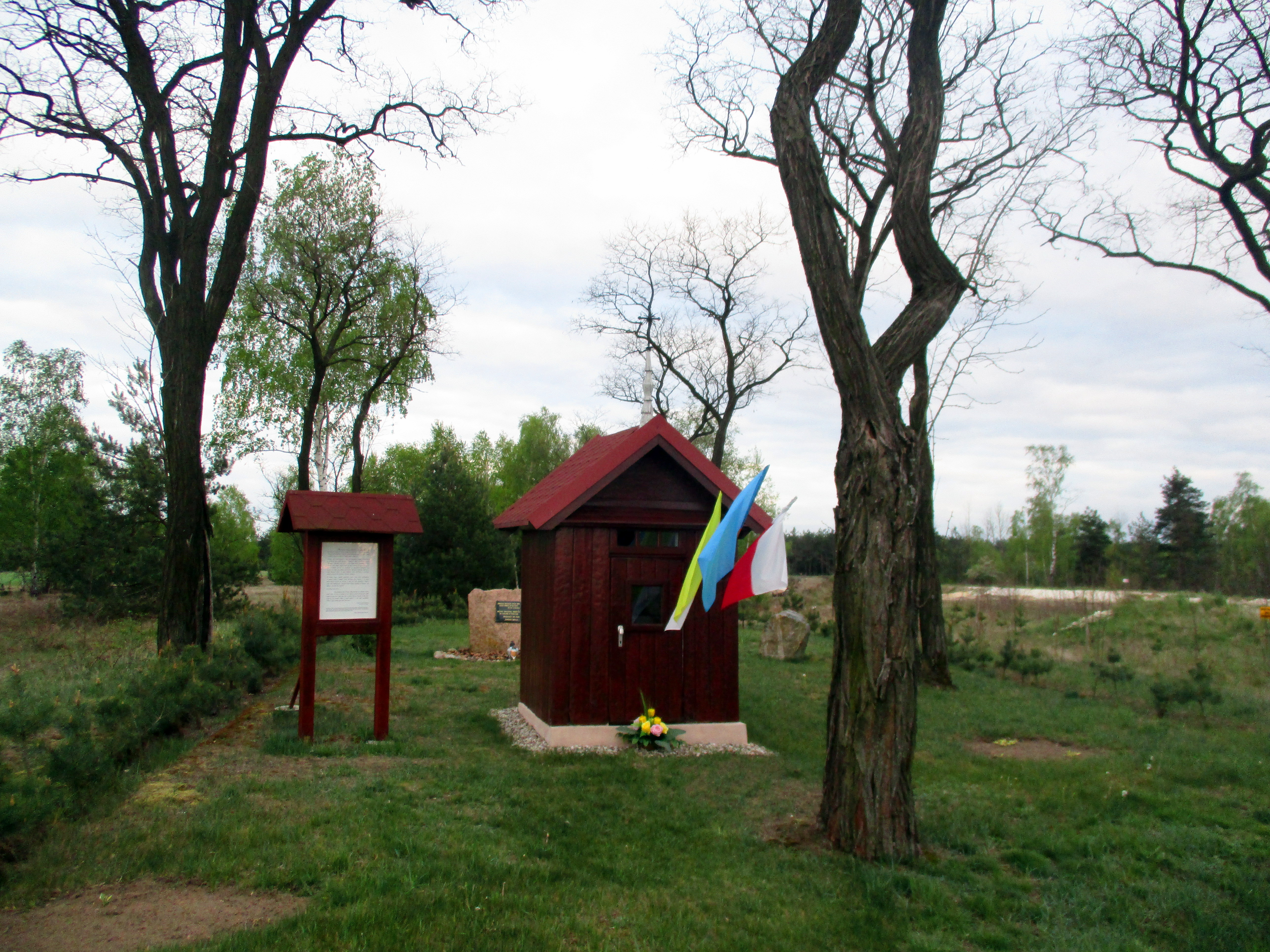
Cmentarz choleryczny